# أس جي أوتوموتيف
شركة أس جي أوتوموتيف جروب المحدودة (رسميًا مجموعة لياونينغ شوجوانج للسيارات، المحدودة) هي شركة صينية لتصنيع المركبات والمكونات ومقرها في داندونغ بمقاطعة لياونينغ. تصنع الشركة الحافلات،  شاحنات خفيفة، شاحنات نصف مقطورة، سيارات الدفع الرباعي  ومكونات السيارات. يتم استخدام قطع غيار السيارات التي تصنعها أس جي من قبل صانعي السيارات الصينيين الآخرين بما في ذلك بريليانس أوتو وشيري وجاك للسيارات.

تباع الشاحنات والحافلات الخفيفة تحت علامة تجارية باسم: هوانغهاي (إختصاراً بالصينية: 黄海 ، «البحر الأصفر») الاسم التجاري،  بينما تم استخدام ماركة شوجوانج للسيارات الرياضية متعددة الاستخدامات في أوائل العقد الأول من القرن الحادي والعشرين. قد تستخدم بعض سيارات الدفع الرباعي المباعة تحت هذه العلامة التجارية محركات ميتسوبيشي اعتبارًا من 2011. تقوم الشركة ببيع الأسطول، ويتم شراء بعض المنتجات من قبل الدولة الصينية.

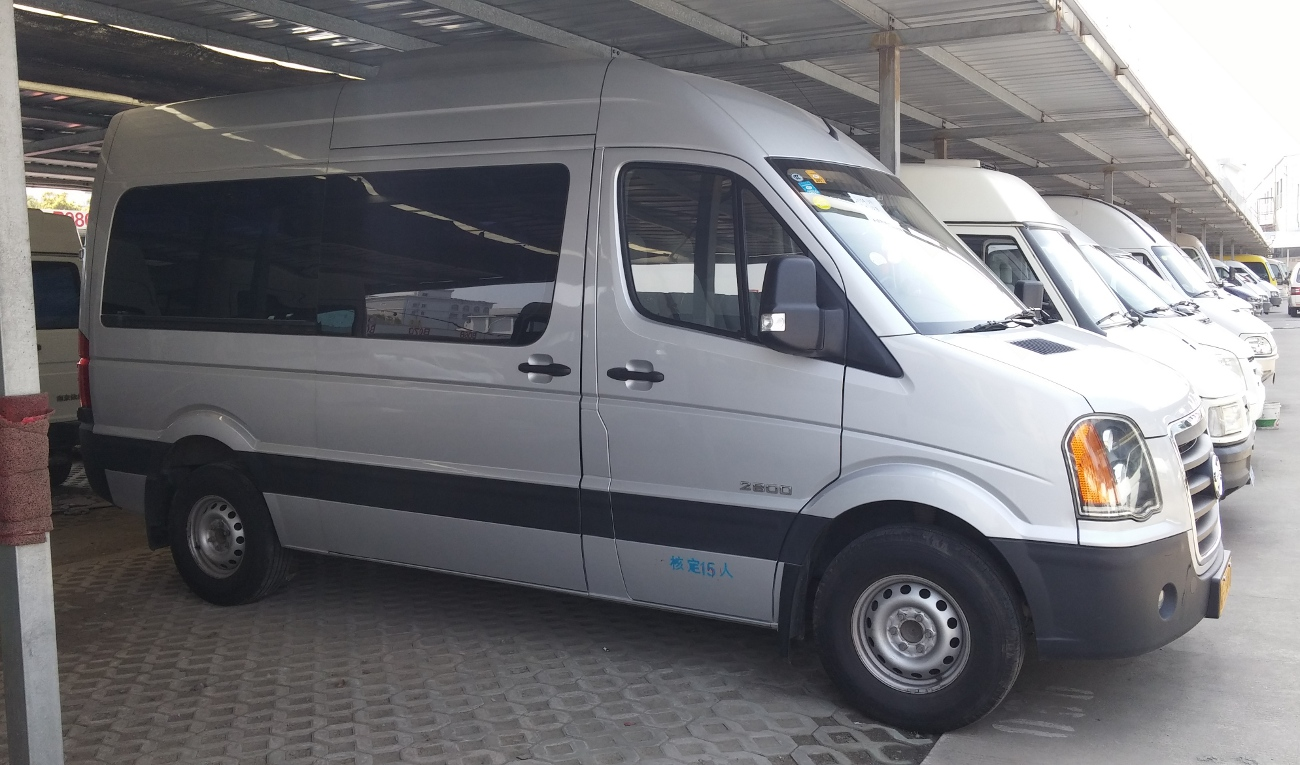
هوانغهاي رايتور
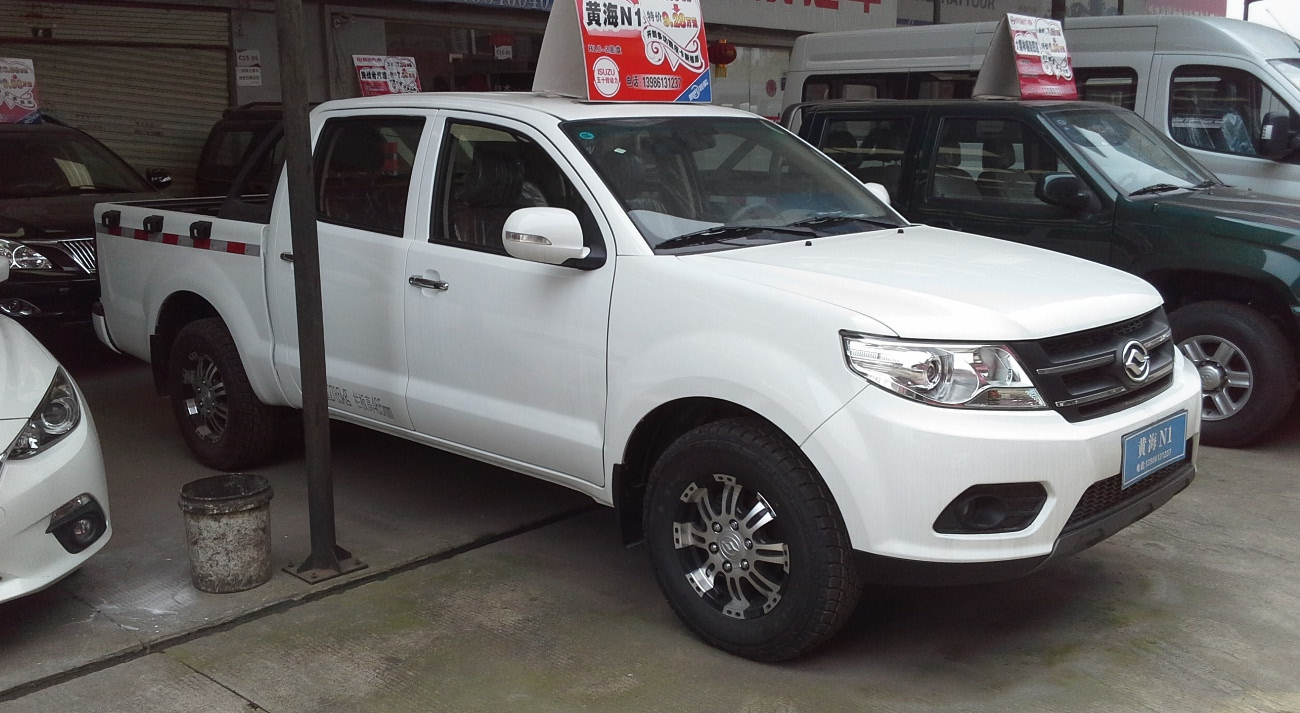
هوانغهاي N1
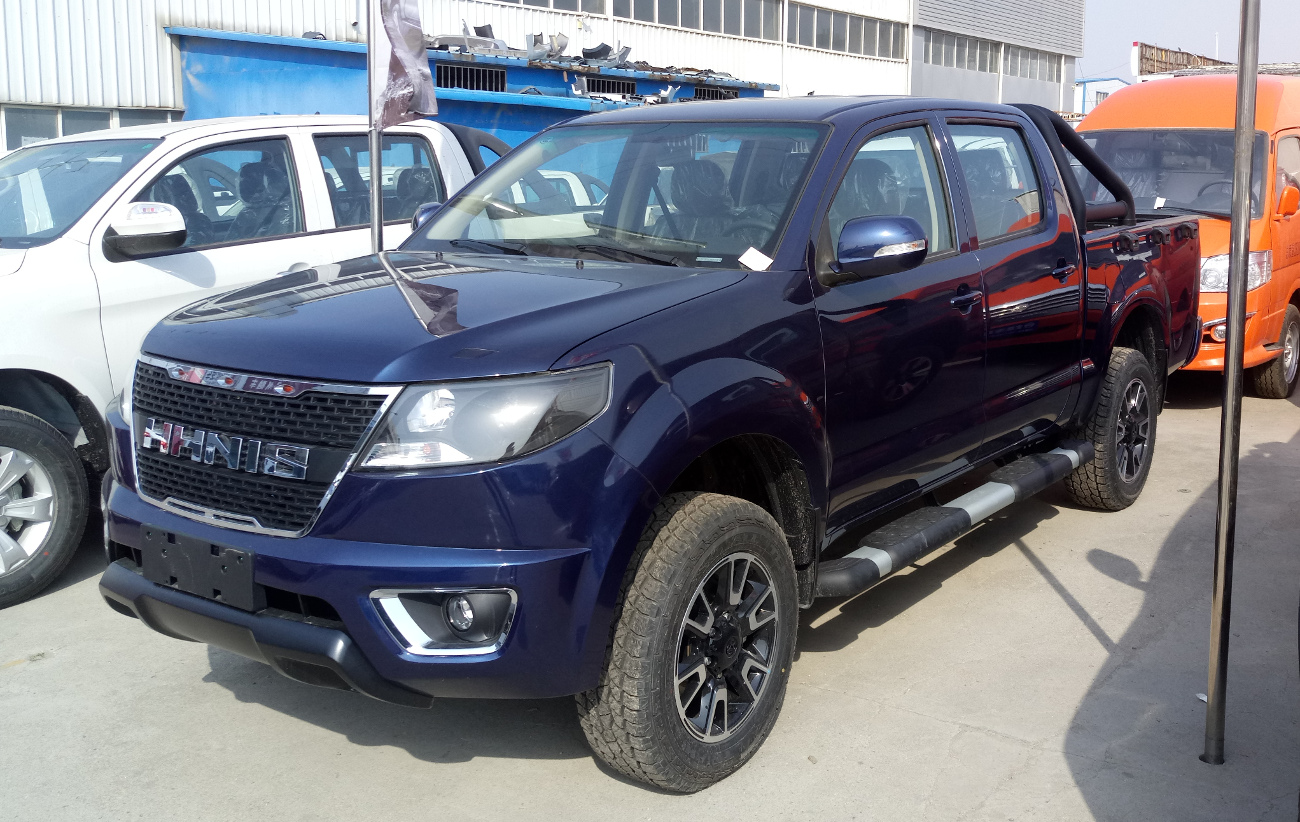
هوانغهاي N1S
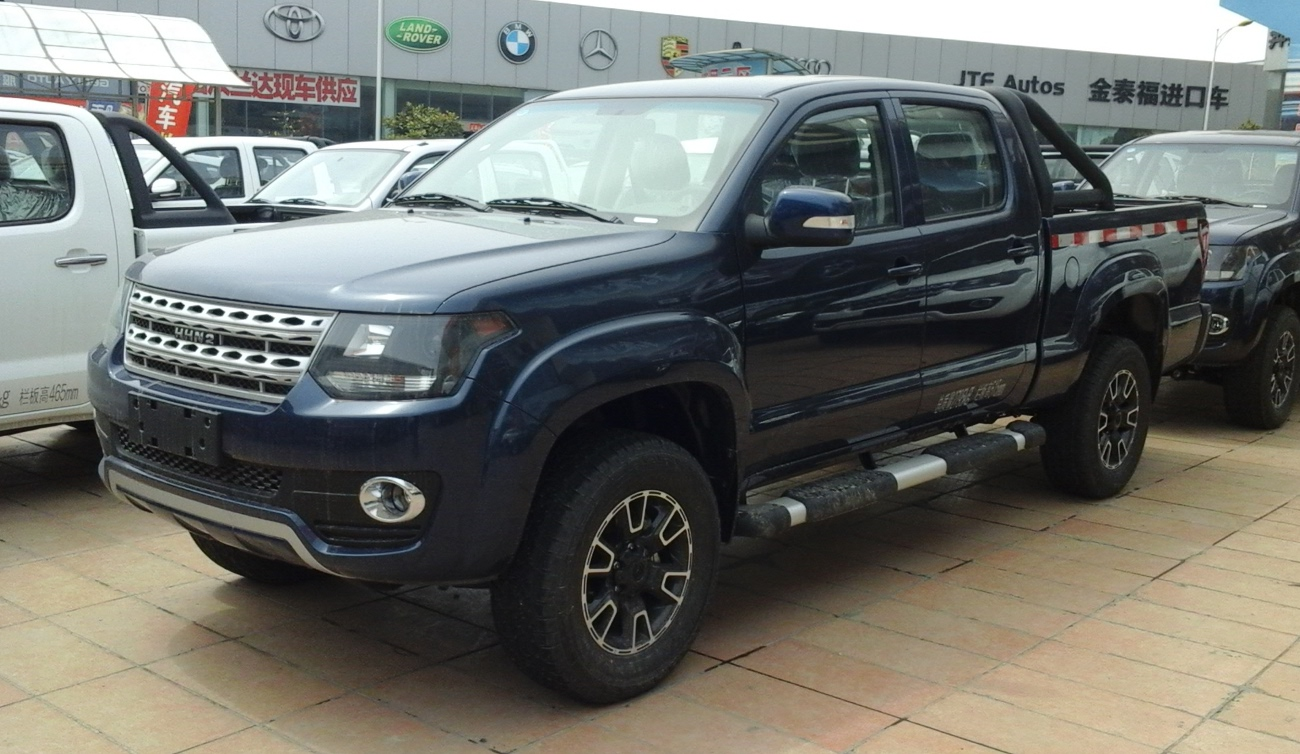
هوانغهاي N2
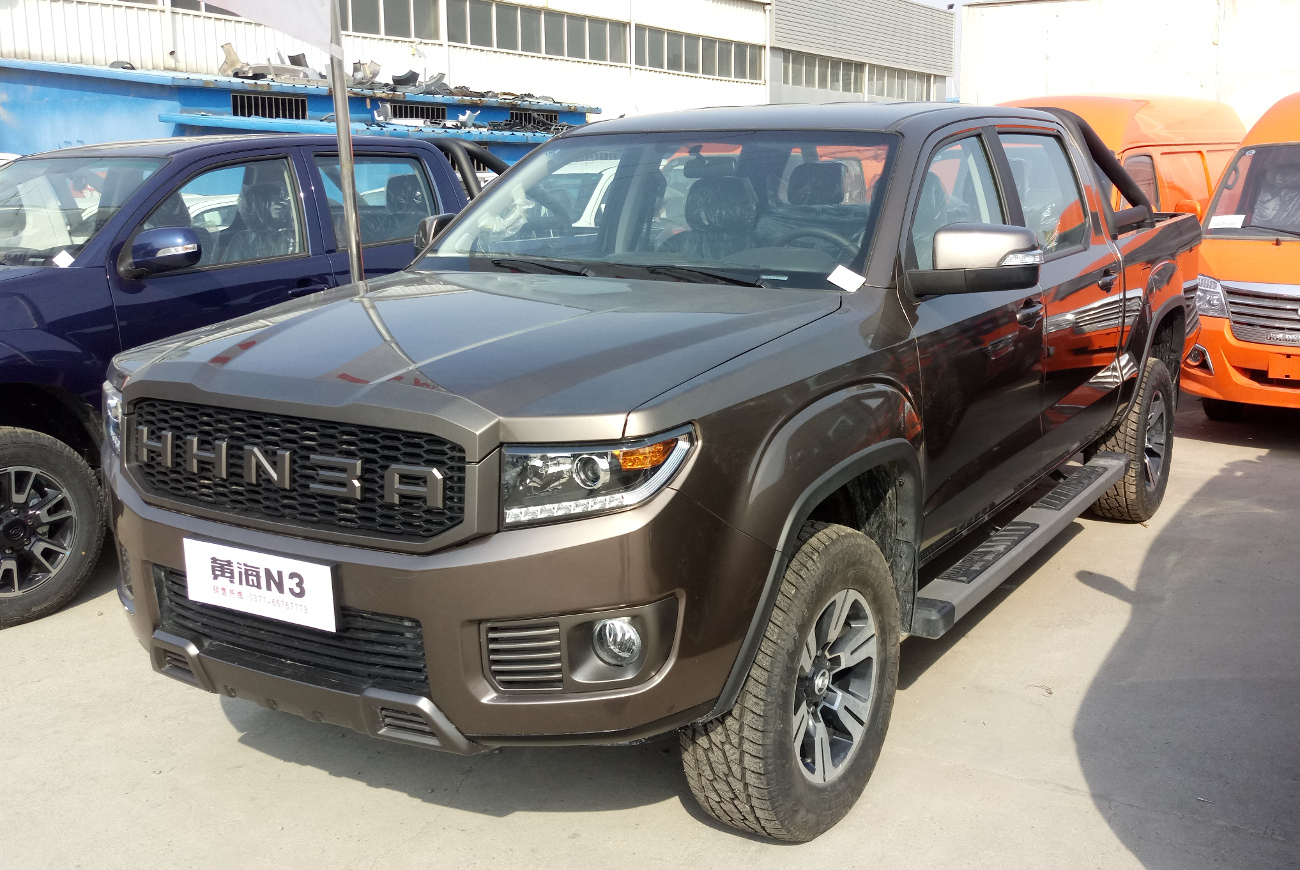
هوانغهاي N3A

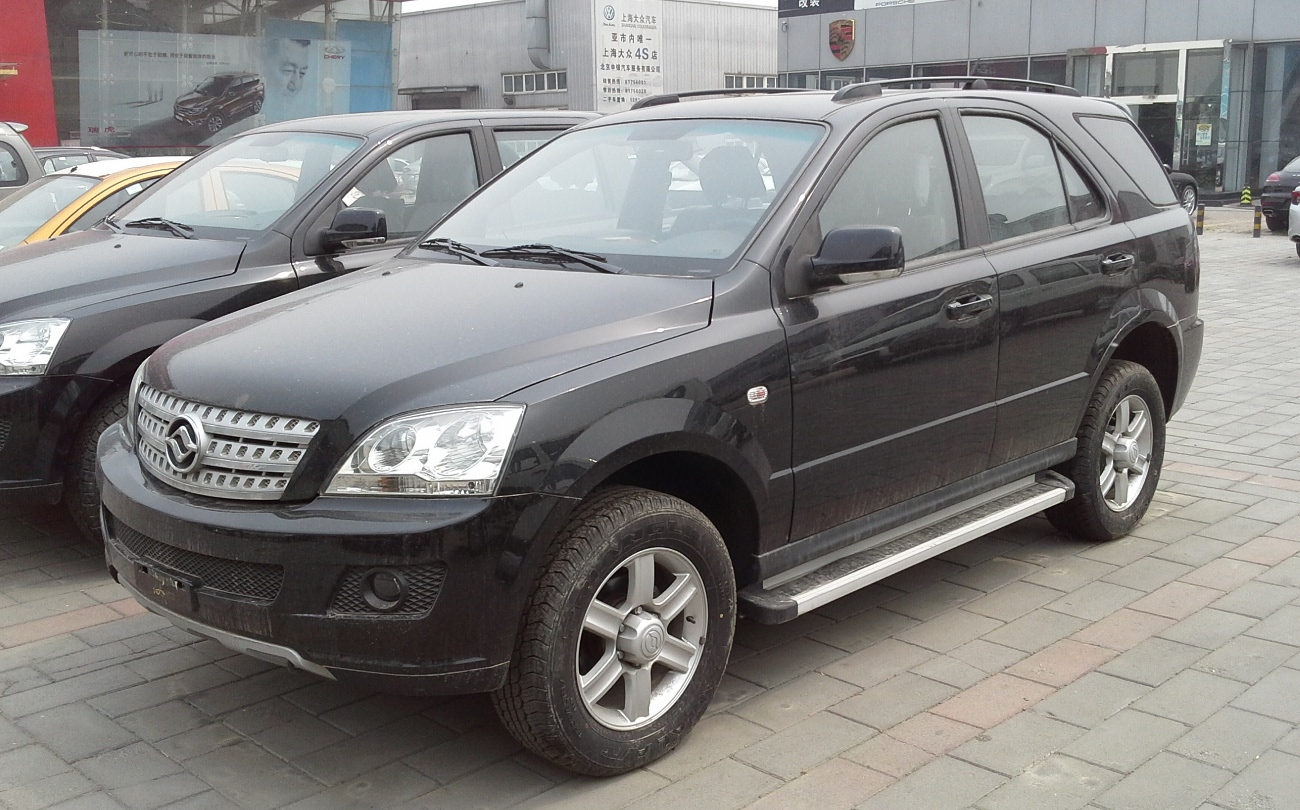
هوانغهاي المناظر الطبيعية F1
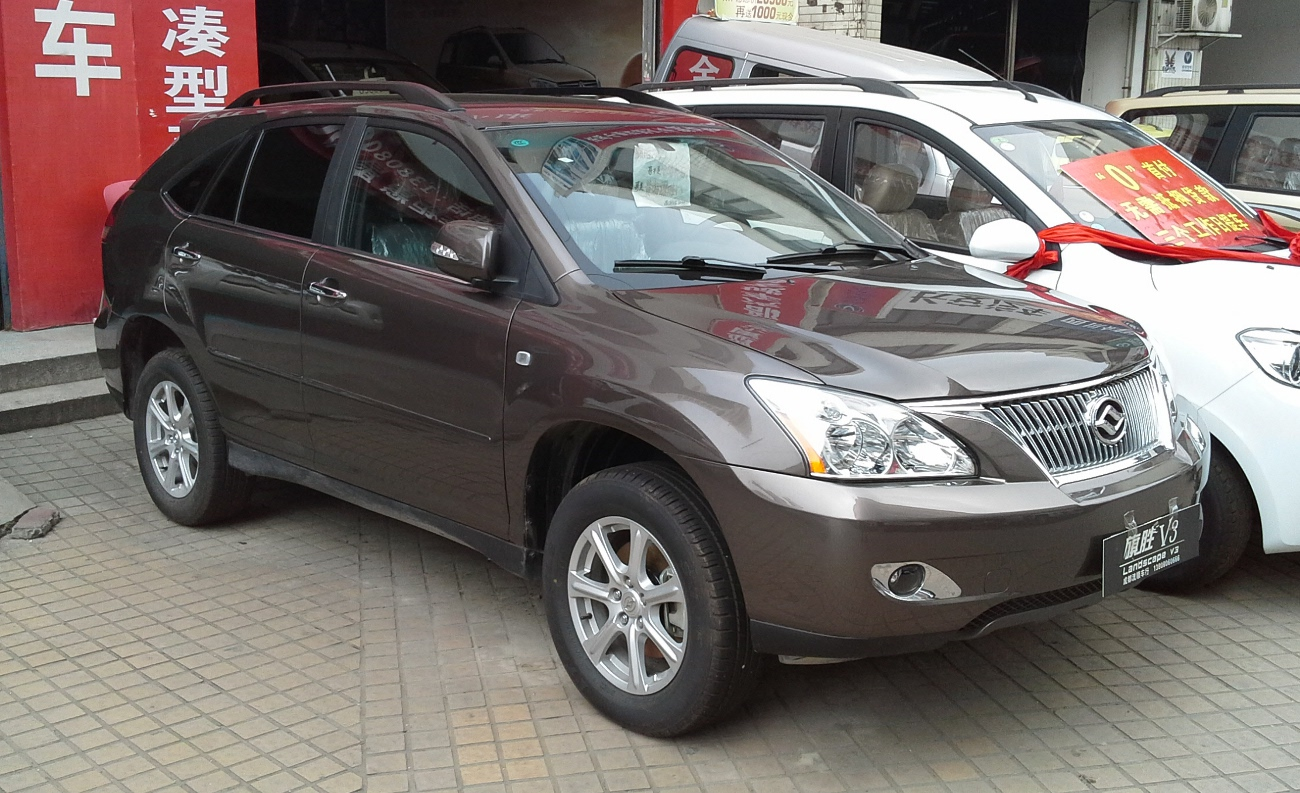
هوانغهاي المناظر الطبيعية V3.0
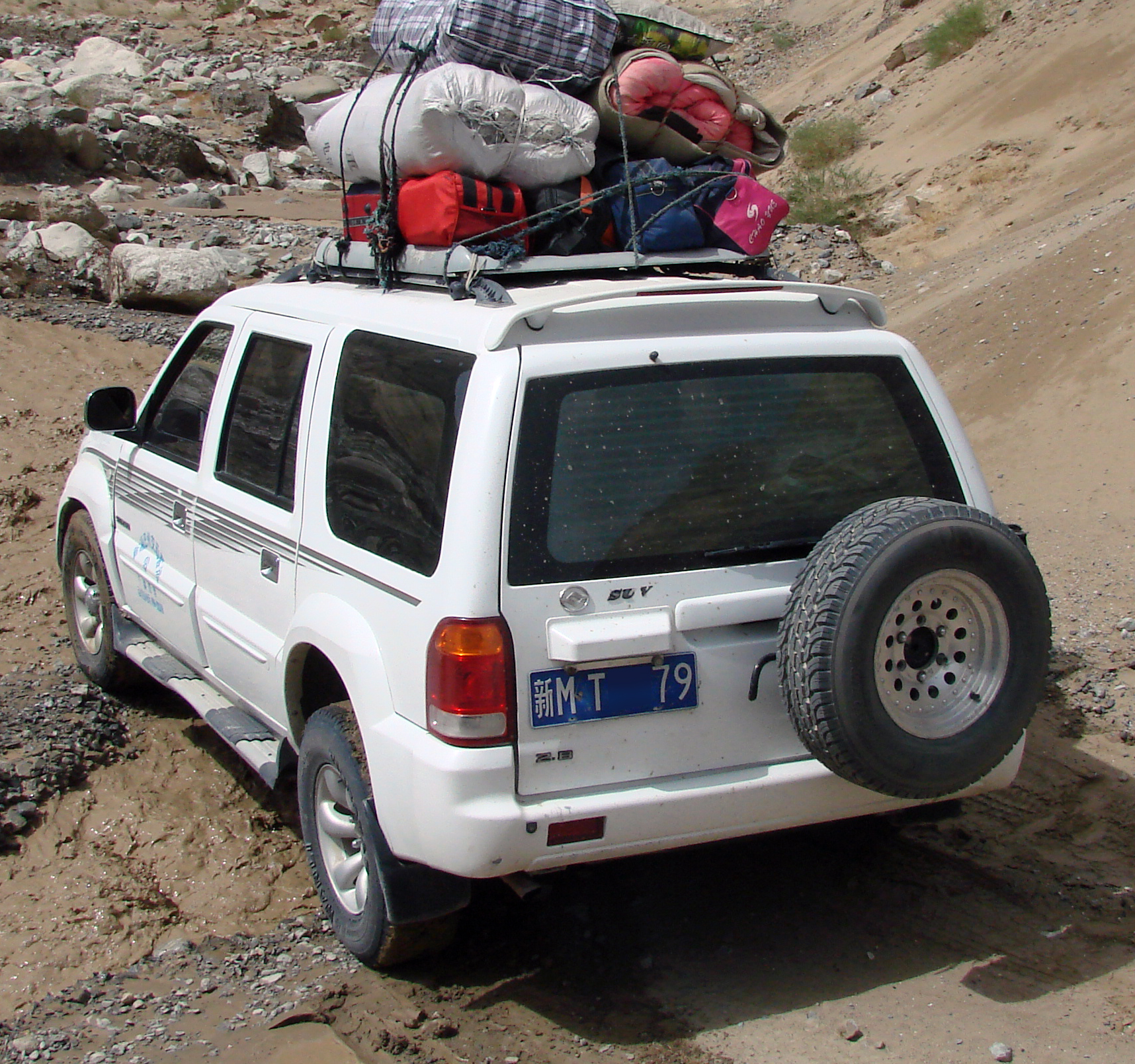
SG 6480 "الفجر" في تاكلامكان
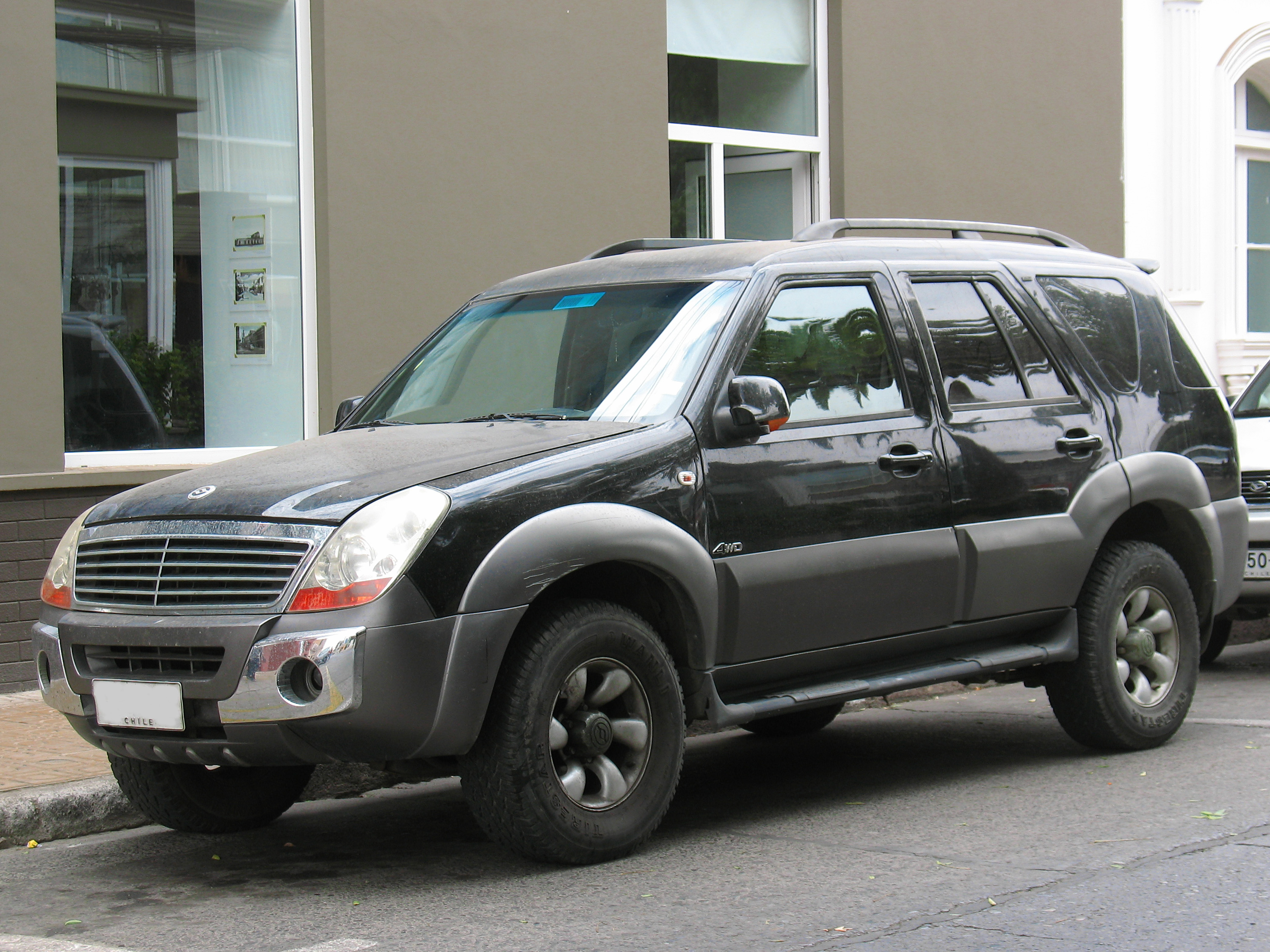
هوانغهاي أورورا
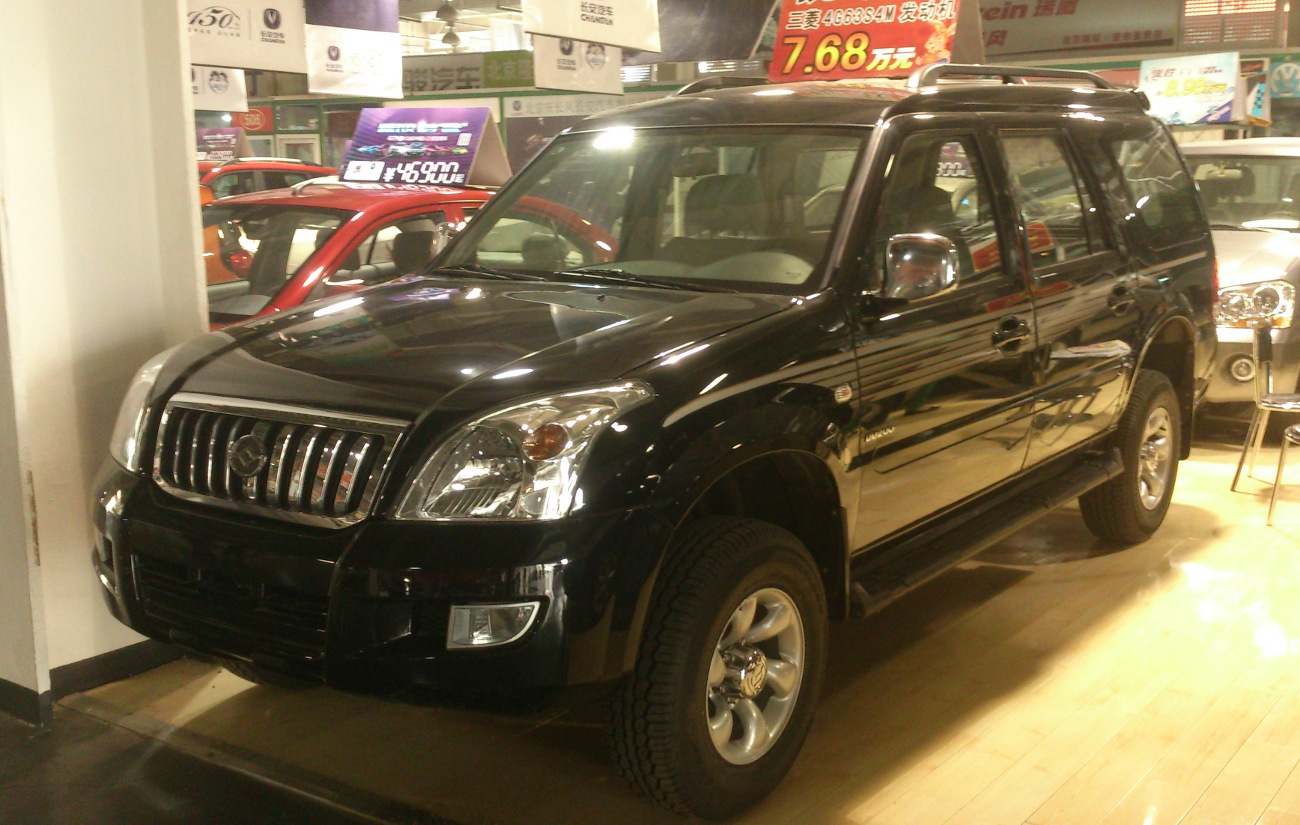
هوانغهاي تشالنجر
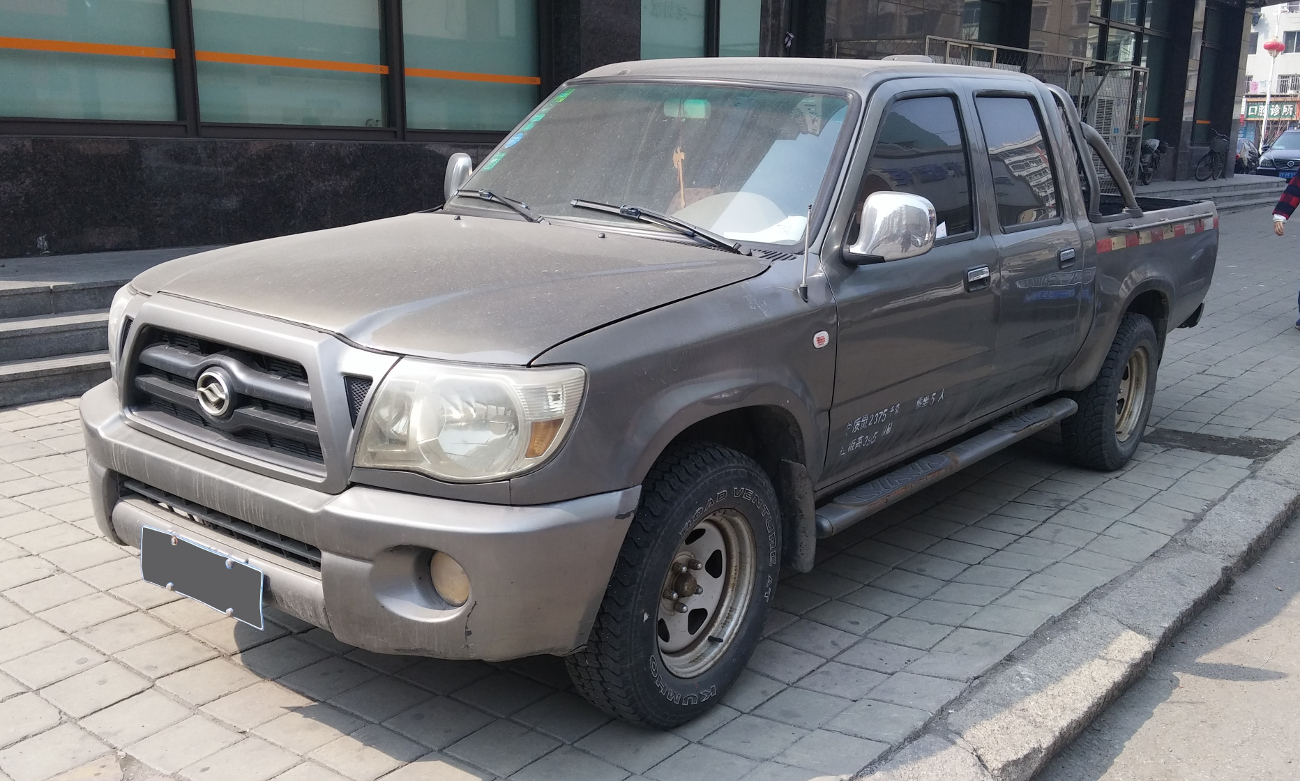
هوانغهاي DD1023

## روابط خارجية
- موقع ويب مجموعة اس جي للسيارات